# Кононово (Каргопольський район)
Кононово (рос. Кононово) — присілок в Каргопольському районі Архангельської області Російської Федерації.
Населення становить 9 осіб. Органом місцевого самоврядування до 2020 року було Ухотське муніципальне утворення.

## Історія
Від 1937 року належить до Архангельської області.
Від 2004 року належить до муніципального утворення Ухотське муніципальне утворення.

## Населення
| 2002 | 2010 | 2012 |
| ---- | ---- | ---- |
| 6    | →6   | ↗9   |